# Заветная мечта (мультфильм)
«Заветная мечта» — советский кукольный мультфильм по сказке Татьяны Макаровой. В 1974 году вышло продолжение — «Всё наоборот».

## Сюжет
Мультфильм о маленьком Ослике, который жил с Бабушкой и Дедушкой на берегу озера. Дедушка мечтал поймать «хотя бы одного кита», а Ослик хотел кого-нибудь спасти, неважно, от чего или кого. Хотел спасти Лягушонка но тот, оказывается, вовсе и не тонул. Потом наш герой попытался спасти Ящерицу от солнечного удара, а она просто загорала…
Потерял Ослик всякую надежду на то, что его мечта осуществится. Но однажды Дедушка поймал большую рыбу, а Ослик её спас, вернув её в озеро. Значит, мечты сбываются!

## Съёмочная группа
- Автор сценария: Татьяна Макарова
- Режиссёр: Михаил Каменецкий
- Художники-постановщики: Гражина Брашишките, Владимир Дегтярёв
- Операторы: Александр Жуковский, Михаил Каменецкий
- Мультипликаторы: Павел Петров, Юрий Норштейн, Вячеслав Шилобреев
- Звукооператор: Владимир Кутузов
- Композитор: Евгений Крылатов
- Редактор: Наталья Абрамова
- Художники-оформители: Олег Масаинов, Владимир Аббакумов, Павел Гусев, Светлана Знаменская, Лилианна Лютинская, Марина Чеснокова
- Директор картины: Натан Битман

## Роли озвучивали
| Актёр            | Роль            |
| ---------------- | --------------- |
| Василий Ливанов  | маленький Ослик |
| Анатолий Папанов | Дедушка Ослика  |
| Рина Зелёная     | Рыба            |
| Евгений Леонов   | от автора       |

### В титрах не указаны
| Актёр         | Роль      |
| ------------- | --------- |
| Агарь Власова | Лягушонок |
| Ольга Аросева | Ящерица   |